# Alan Baumgarten
Alan Edward Baumgarten  (* 1. Februar 1957 in Los Angeles, Kalifornien) ist ein US-amerikanischer Filmeditor.

## Leben
Baumgarten begann seine Tätigkeit im Filmgeschäft als Schnittassistent Mitte der 1980er Jahre. Beginnend mit Rebel Waves aus dem Jahr 1989 ist er als eigenständiger Editor aktiv. Vor allem in den 1990er Jahren war er vornehmlich an Low-Budget- und Fernsehproduktionen beteiligt. Zu Beginn der 2000er Jahre war er für eine Reihe von Fernsehserien und -filmen tätig; seit 2004 übernimmt er in erster Linie für Kinofilme den Schnitt.
Seit 2004 arbeitete er mehrmals mit dem Regisseur Jay Roach zusammen. 
2008 wurde Baumgarten für den Schnitt bei dem Film Recount mit einem Emmy ausgezeichnet. Zudem wurde er 2009 von den American Cinema Editors mit einem Eddie-Award geehrt. 
Für seine Arbeit an American Hustle wurde Baumgarten zusammen mit seinen Kollegen Jay Cassidy und Crispin Struthers 2014 für den Oscar in der Kategorie Bester Schnitt nominiert. 2021 folgte eine zweite Nominierung in dieser Kategorie für den Film The Trial of the Chicago 7. 

## Filmografie (Auswahl)
- 1989: Rebel Waves (Rising Storm)
- 1991: Kickboxer 2 – Der Champ kehrt zurück (Kickboxer 2: The Road Back)
- 1991: Sunset-Killer 2 – Dead On (Dead On: Relentless II)
- 1992: Der Rasenmähermann (The Lawnmower Man)
- 1992: Excessive Force
- 1995: Lord of Illusions
- 1995: Abschied von Chase (Losing Chase)
- 1998: Das Dschungelbuch – Mowglis Abenteuer (The Jungle Book: Mowgli's Story)
- 1999: Die Abenteuer von Elmo in Grummelland (The Adventures of Elmo in Grouchland)
- 2000: Malcolm mittendrin (Malcolm in the Middle, Fernsehserie, 5 Folgen)
- 2002: Der Job (The Job, Fernsehserie, 4 Folgen)
- 2004: Voll auf die Nüsse (Dodgeball: A True Underdog Story)
- 2004: Meine Frau, ihre Schwiegereltern und ich (Meet the Fockers)
- 2005: Ein Mann für eine Saison (Fever Pitch)
- 2007: Charlie Bartlett
- 2007: Mr. Woodcock
- 2007: Nach 7 Tagen – Ausgeflittert (The Heartbreak Kid)
- 2008: Recount
- 2009: Zombieland
- 2010: Dinner für Spinner (Dinner for Schmucks)
- 2011: 30 Minuten oder weniger (30 Minutes or Less)
- 2013: Gangster Squad
- 2013: American Hustle
- 2015: Trumbo
- 2015: Joy – Alles außer gewöhnlich (Joy)
- 2017: Molly’s Game – Alles auf eine Karte (Molly’s Game)
- 2018: The Cloverfield Paradox
- 2018: Venom
- 2019: 3 Engel für Charlie (Charlie’s Angels)
- 2020: The Trial of the Chicago 7
- 2021: Being the Ricardos